# Henrik Norlén
Henrik Norlén, né le 2 septembre 1970 à Karlstad, dans le comté de Värmland, en Suède, est un acteur suédois. 
Depuis 1996, il est apparu dans plus de cinquante films.

## Filmographie partielle

### Longs métrages
- 2006 : Exit de Peter Lindmark : Åke
- 2010 : Du sköna de Stina Bergman : Torsk
- 2010 : She's Crushed (Crushed) de Patrick Johnson : Ray
- 2010 : Beyond the Border (Gränsen) de Richard Holm  : Pvt. Wicksell
- 2010 : Stockholm Express (Stockholm Östra) de Simon Kaijser : Anders
- 2011 : Juni de Fijona Jonuzi : Paul
- 2012 : Once Upon a Time in Phuket (En gång i Phuket) de Staffan Lindberg : Johan Pålman
- 2013 : Hotell de Lisa Langseth : Peter
- 2015 : My Skinny Sister (Min lilla syster) de Sanna Lenken : Lasse
- 2018 : Innan vintern kommer de Stefan Jarl : le père
- 2019 : Midsommar d'Ari Aster : Ulf

### Courts métrages
- 1996 : Pet Sounds de Henry Moore Selder : Peter
- 2000 : Moa & Malte de Jonas Embring
- 2003 : Avstigning För Samtliga de Manne Lindwall : Bengt
- 2009 : Monster de Jonas Westbom : le père
- 2011 : Människor helt utan betydelse de Gustaf Skarsgård : Tomas
- 2012 : De närmaste de Mårten Klingberg : Mats
- 2014 : Vi måste prata de Jean-Pascal Strüwer : Fredrik

### Téléfilms
- 2006 : Cuppen d'Allan Gustafsson et Rolie Nikiwe : Frank
- 2007 : August de Stig Larsson : Carl-Gustaf Wrangel
- 2010 : L'Oiseau de mauvais augure (Olycksfågeln) de Emiliano Goessens : Ola Jansson
- 2013 : Les Enquêtes d'Érica : La mer donne, la mer reprend (Fjällbackamorden: Havet ger, havet tar) de Marcus Olsson : Bosse L

### Séries télévisées
- 1996 : Skilda världar : Tony Lindberg
- 1997 : Rederiet : le serveur
- 2002 : Det brinner! : Reine Larsson
- 2002-2004 : Skeppsholmen : Johan Eldh (52 épisodes)
- 2005 : Coachen (3 épisodes)
- 2007 : Kommissarien och havet
- 2009 : Morden : David Lundström (4 épisodes)
- 2009 : Contre-enquête (Oskyldigt dömd) : Erik Sundin
- 2010 : Våra vänners liv : Henrik
- 2011 : Stockholm-Båstad : Marcus
- 2012 : Arne Dahl: De största vatten : Dag Lundmark (2 épisodes)
- 2014 : L'Héritage empoisonné (Tjockare än vatten) : Bjarne (10 épisodes)
- 2014-2015 : Le Quatrième Homme (Den fjärde mannen) : Lewin (3 épisodes)
- 2015-2017 : Modus : Ingvar Nyman
- 2017-2018 : Sommaren med släkten : Rikard (3 épisodes)
- 2018 : Systrar 1968 : Rune (3 épisodes)
- 2020 : Tsunami : Tomas (3 épisodes)
- 2024 : Deliver Me : Teo